# 애버리지니

애버리지니의 기. 1995년 토레스 제도의 기와 함께 호주에서 공인되었다.

애버리지니 오스트레일리아인(Aboriginal Australians)은 오스트레일리아 본토의 원주민의 총칭으로, 오스트레일리아 원주민 중 토레스 해협의 토레스 해협 제도 원주민을 제외한 모든 이들을 가리킨다. 보통 태즈메이니아 원주민도 애버리지니의 일종으로 분류된다.
5~6만 년 전 처음 호주 대륙으로 유입된 이래 인류는 오늘날에는 대륙붕이 된 넓은 지역에 걸쳐 거주했으나, 약 11,7000년 전 홀로세 간빙기에 해수면이 상승함에 따라 외부와 고립되었다. 그럼에도 불구하고 이들은 대륙 내에서 광범위한 네트워크를 유지했으며 일부 집단은 토레스 해협 제도 원주민이나 현대 인도네시아의 마카사르인과 교류한 사실을 알 수 있다. 유럽이 호주를 식민화할 당시 호주 애버리지니는 250개 이상의 언어와 관련 집단으로 구성되어 나뉘어 있었다. 각 집단은 "컨트리"(Country)로 알려진 토착 영토와 영적인 결속을 가지고 있었다.

## 같이 보기
- 고대 동유라시아인
- 도둑맞은 세대
- 토레스 해협 제도 원주민